# Michel Mosser (préfet)
Pour les articles homonymes, voir Michel Mosser.
Michel Mosser, né le 26 mars 1931 à Bordeaux et mort le 27 mars 2014, est un haut fonctionnaire français, avant de devenir un des représentants de l'industrie française du luxe, à la tête d'un des syndicats professionnels patronaux de ce secteur.
Son parcours passe par la préfectorale, notamment dans la Meuse et les ministères. Puis, en 1978, il exerce les fonctions de chef de cabinet du président de la République française, dans la deuxième partie du septennat de Valéry Giscard d'Estaing. En 1981, après l'élection de François Mitterrand à la présidence, il revient quelques années à la préfectorale, dans le Gers puis dans les Ardennes, avant de passer dans le privé en assurant notamment pendant plusieurs années la présidence de la Fédération des industries de la parfumerie.

## Parcours initial
Après des études secondaires au lycée Michel-Montaigne de Bordeaux, il obtient une licence en droit puis un diplôme de l'Institut d'études politiques de Bordeaux.

## Haut fonctionnaire
Il devient successivement chef de cabinet des préfets de Haute-Marne puis de l'Allier en 1955, de l'Ariège en 1956 et de la Creuse en 1958. Il continue son parcours sous la Ve République comme sous-préfet de Nogent-le-Rotrou en 1959, de Bellac en 1962, et de Dole en 1963. Il bénéficie ensuite d'un passage en ministères comme secrétaire général de la Direction Générale des affaires politiques et de l'administration du territoire en 1965, puis comme chef de cabinet du Secrétariat d'État à l'intérieur chargé des collectivités locales, en 1966.
Il revient ensuite à des postes de sous-préfets ou de secrétaire général de préfecture de 1967 à 1977. À la sous-préfecture de Senlis (Oise) en 1967, au secrétariat général de la préfecture de Seine-et-Marne en 1972, et enfin à la sous-préfecture du Havre en 1975.
Il accède à la fonction de préfet, comme préfet de la Meuse, en 1977.

## Chef de cabinet du Président de la République française
En 1978, il est fait préfet hors-cadre et devient le 14 octobre le chef de cabinet du président de la République française, au palais de l’Élysée, pour la deuxième partie du septennat de Valéry Giscard d'Estaing. Michel Mosser succède à Philippe Sauzay, qui exerçait cette même fonction depuis l'élection du Président en 1974.
Le chef de cabinet est en quelque sorte le préfet du Palais, chargé du fonctionnement concret de l'Élysée, de l’intendance du secrétariat général et des modalités pratiques des déplacements du chef de l’État. Certes, il n'appartient pas obligatoirement au cercle des conseillers rapprochés du Président ou des proches du Président, mais le poste a son importance dans la hiérarchie de la présidence et dans les responsabilités associées au bon fonctionnement de cette présidence. Le chef de cabinet gère l'emploi du temps du Président et organise tous ses déplacements, avec l'appui des services du protocole, de l'intendance et de l'entretien automobile de la présidence. Le chef de cabinet gère également la correspondance adressée au Président, avec l'appui là encore d'un service spécifique.
La présidence de Valéry Giscard d'Estaing se termine le jeudi 21 mai, jour de la passation de pouvoir à François Mitterrand, nouvel élu, de gauche. La veille, Michel Mosser fait ouvrir exceptionnellement les grilles du  55 rue du Faubourg-Saint-Honoré à des sympathisants giscardiens, qui pendant quelques minutes manifestent leur attachement à l’ancien président aux cris de « merci Giscard » » ou « Giscard le meilleur ». Le 21 mai, Michel Mosser reste 24 heures à la disposition des nouveaux arrivants pour leur présenter le fonctionnement du palais. Cette attitude républicaine irrite, selon Hubert Védrine, l’ancien président Valéry Giscard d’Estaing qui ne souhaitait pas favoriser les contacts entre l’ancienne équipe et la nouvelle équipe.

## Retour à la préfectorale comme préfet du Gers puis des Ardennes
Avec la victoire de François Mitterrand qui marque une alternance à gauche historique, la première depuis le début de la Ve République, le cabinet de la Présidence est logiquement reconstitué avec une nouvelle équipe. André Rousselet succède à Michel Mosser comme chef de cabinet du président François Mitterrand. André Rousselet est un proche de François Mitterrand, et il sera son exécuteur testamentaire bien des années plus tard.
En juillet 1981, Michel Mosser revient à la préfectorale et est nommé préfet du Gers. Il y remplace Philippe Kessler, trente-neuf ans, ancien élève de l’ENA, promotion Montesquieu, placé en congé spécial à sa demande, et qui va poursuivre sa carrière dans le privé, entre Paris et la région Provence-Alpes-Côte d'Azur.
Le 3 octobre 1984, il est nommé préfet des Ardennes. Il est remplacé dans le Gers par Claude Érignac, dont c'est le premier poste de préfet.
Dans le Gers puis dans les Ardennes, il participe à la mise en place d'une des grandes réformes du premier septennat de François Mitterrand, attendue depuis des années mais que Valéry Giscard d'Estaing n'avait pas menée, la décentralisation en France. Les lois de Gaston Defferre ont modifié le jeu des pouvoirs en régions. Le rôle du préfet comme tuteur traditionnel des collectivités locales est remis en cause mais ce rôle prend une coloration économique plus forte, ce qui fait dire à Michel Mosser dans son ouvrage sur l'Europréfet qu'un rattachement à Matignon serait plus logique maintenant que le maintien du rattachement historique au ministère de l'Intérieur. Il décrit également, dans l'avant-propos de cet ouvrage, ce préfet comme « l'éternel recours », l'homme des situations de crise, l'homme de la médiation, non sujet aux échéances électorales.
Le 10 novembre 1987, sa demande de pouvoir bénéficier d'un congé spécial est acceptée. À l'exemple de son prédécesseur dans le Gers, cette disposition lui permet d'opter pour un parcours professionnel dans le privé sans perdre son statut de préfet. Il ne quitte complètement le corps préfectoral qu'en faisant valoir ses droits à la retraite en 1991. C'est Pierre Sébastiani qui le remplace comme préfet des Ardennes.

## Parcours complémentaire  dans le privé
En 1988, il devient président de la Fédération des Industries de la parfumerie (FIP ou FIPAR), syndicat professionnel représentant les intérêts des entreprises françaises de parfumerie auprès des médias, auprès des autorités et au sein du COLIPA (comité de liaison européen des industries de la parfumerie et plus généralement des cosmétiques) et répercutant auprès de ses adhérents les informations réglementaires ou de sécurité. Il y succède à Robert Leduc, l'un des papes français du marketing et de la publicité.
Durant son mandat à la tête de la FIPAR, il insiste dans ses différentes interventions à la fois sur le poids de la parfumerie dans la balance économique de la France, les exportations françaises de ce secteur se situant au premier rang mondial, représentant en 1994 par exemple 34 % de l'offre internationale de parfumerie, et sur le ralentissement de la croissance de ce secteur.
Il est lui-même président du COLIPA en 1989 puis membre de son comité exécutif. Il est également administrateur du Bureau de vérification de la publicité (BVP) et de l'Union des annonceurs (UDA).
En 1998, il quitte, après l'avoir exercée durant une décennie, la tête de la FIPAR et des mandats liée à cette fonction au sein de la COLIPA, du BVP et de l'UDA. Et fonde une structure de conseil lui permettant pendant quelques années de rester actif.
Il meurt le 27 mars 2014 à l'âge de 83 ans.

## Récompenses et distinctions
- Officier de la Légion d'honneur
- Commandeur de l'ordre national du Mérite
- Officier de l'ordre des Palmes académiques
- Officier de l'ordre du Mérite agricole
- Grand officier de l'ordre de l'Infant Dom Henri

Il est également grand officier de l'ordre du Mérite de la République fédérale d'Allemagne, commandeur de l'ordre de Dannebrog du Danemark, grand officier de l'ordre du Lion de Finlande, grand officier de l'ordre du Phénix (Grèce), grand officier de l'ordre de l'Infant Dom Henri (Portugal), et grand officier de l'ordre royal de l'Étoile polaire (Suède).

## Publications
- Le droit à la beauté, 1995.
- L'Europréfet, essai sur une Europe de proximité, Paris, Librairie philosophique J. Vrin, 2000, 190 p. (ISBN 2-7116-4298-4, lire en ligne)